# Eugenia aurata
Eugenia aurata är en myrtenväxtart som beskrevs av Otto Karl Berg. Eugenia aurata ingår i släktet Eugenia och familjen myrtenväxter. Inga underarter finns listade i Catalogue of Life.